# Jasmijn Lau
Jasmijn Lau (* 11. März 1999 in Druten) ist eine niederländische Leichtathletin, die im Langstreckenlauf an den Start geht.

## Sportliche Laufbahn
Erste internationale Erfahrungen sammelte Jasmijn Lau 2017 bei den U20-Europameisterschaften in Grosseto, bei denen sie im 5000-Meter-Lauf ursprünglich die Goldmedaille gewann, aber nachträglich wegen eines positiven Dopingtests disqualifiziert wurde. Der Leichtathletik-Weltverband warf Lau kein Fehlverhalten vor, da sie von der in einem Tee enthaltenen Substanz nicht wissen habe können, und disqualifizierte sie deshalb nur für jenen Tag. 2019 gewann sie dann bei den U23-Europameisterschaften in Gävle in 33:35,66 min die Bronzemedaille im 10.000-Meter-Lauf hinter den Deutschen Alina Reh und Miriam Dattke. Im Dezember gewann sie bei den Crosslauf-Europameisterschaften in Lissabon in 21:09 min die Silbermedaille in der U23-Klasse und sicherte sich in der Teamwertung die Goldmedaille. 2021 siegte sie in 32:30,49 min über 10.000 m bei den U23-Europameisterschaften in Tallinn. Im Jahr darauf gelangte sie bei den Europameisterschaften in München mit 33:14,00 min auf Rang 16 über 10.000 Meter und 2024 belegte sie bei den Europameisterschaften in Rom in 32:15,91 min den siebten Platz.
2019 wurde Lau niederländische Meisterin im 10.000-Meter-Lauf.

## Persönliche Bestleistungen
- 5000 Meter: 16:02,10 min, 15. Mai 2021 in Karlsruhe
- 10.000 Meter: 32:15,91 min, 11. Juni 2024 in Rom
- 5-km-Straßenlauf: 15:33 min, 16. März 2024 in Leicester
- 10-km-Straßenlauf: 31:53 min, 3. Oktober 2021 in Valencia
- Halbmarathon: 1:10:13 h, 17. Oktober 2021 in Barcelona